# El Cedro, Chiapas
El Cedro är en ort i Mexiko.   Den ligger i kommunen Bella Vista och delstaten Chiapas, i den sydöstra delen av landet, 800 km sydost om huvudstaden Mexico City. El Cedro ligger 2 233 meter över havet och antalet invånare är 157.
Terrängen runt El Cedro är bergig åt nordväst, men åt sydost är den kuperad. Runt El Cedro är det ganska tätbefolkat, med 78 invånare per kvadratkilometer. Närmaste större samhälle är Frontera Comalapa, 16,7 km nordost om El Cedro. Omgivningarna runt El Cedro är en mosaik av jordbruksmark och naturlig växtlighet.